# Guerra Conjugal
Guerra Conjugal é um filme brasileiro de 1975, dirigido por Joaquim Pedro de Andrade. O roteiro é uma adaptação de contos de Dalton Trevisan e Luís Carlos Barreto, Walter Clark e Aloísio Sales como co-diretores. Em novembro de 2015 o filme entrou na lista feita pela Associação Brasileira de Críticos de Cinema (Abraccine) dos 100 melhores filmes brasileiros de todos os tempos.
O filme é uma adaptação de contos escolhidos dos livros de Dalton Trevisan Guerra conjugal, Novelas nada exemplares, Desastres do amor, O Vampiro de Curitiba, Cemitério de Elefantes e O rei da terra. O escritor assistiu ao filme e comentou-o no artigo “O filme visto por Dalton”, publicado no jornal O Globo em 24 de março de 1975: “O belíssimo filme de Joaquim Pedro me deslumbrou os olhos, alegrou o coração e edificou a alma. Melhor que o livro é essa fabulosa obra-prima dirigida com garra, humor e consciência crítica. Uma experiência inesquecível o filme Guerra conjugal. Foi para mim e será para todos os que assistirem”.

## Sinopse
O filme conta a história de três grupos diatintos: o primeiro é sobre um velho casal, Joãozinho (Joffre Soares) e Amália (Carmem Silva), que não se suporta e vive brigando. O segundo é sobre o Dr. Osíris (Lima Duarte), um advogado que assedia as mulheres que procuram o seu escritório e um rapaz chamado Nelsinho (Carlos Gregório) que coleciona conquistas amorosas.

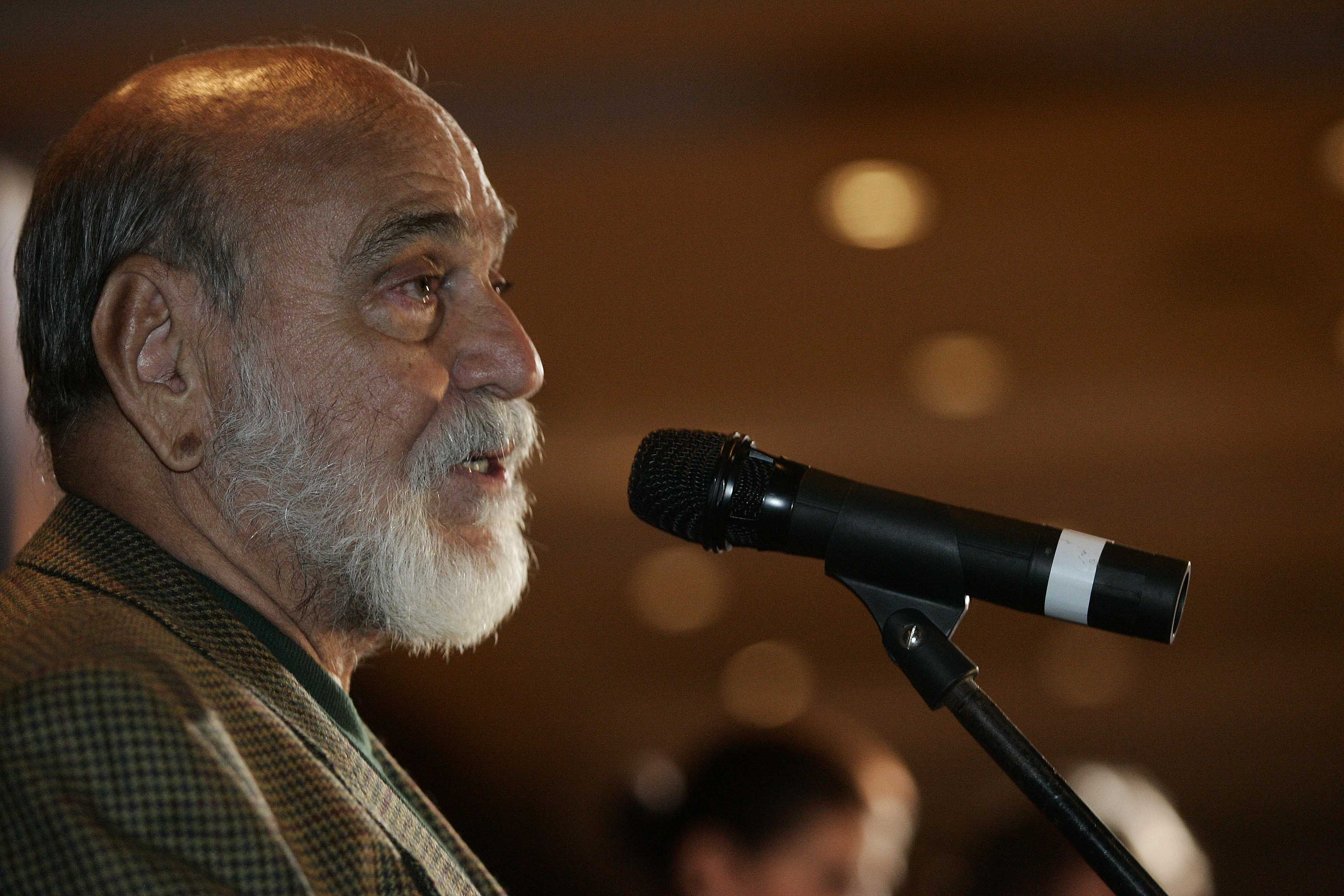
Lima Duarte interpreta dr. Osíris, amante de dona Olga (Ítala Nandi), em Guerra Conjugal.

## Elenco
| Elenco Original  | Elenco Original                  |
| Ator             | Papel                            |
| ---------------- | -------------------------------- |
| Carmem Silva     | Amália                           |
| Jofre Soares     | Joãozinho                        |
| Oswaldo Louzada  | João Corno                       |
| Elza Gomes       | Dona Gabriela (a avó chata cega) |
| Cristina Aché    | Neusa, a "Neusinha"              |
| Carlos Gregório  | Nelsinho                         |
| Carlos Kroeber   | João Bicha                       |
| Maria Lúcia Dahl | Lúcia                            |
| Wilza Carla      | Gorda (mãe da Maria)             |
| Lima Duarte      | Dr. Osíris                       |
| Dirce Migliaccio | D. Laura                         |
| Ítala Nandi      | Olga                             |
| Analu Prestes    | Maria da Perdição                |
| Maria Veloso     | Sofia, Velha Querida             |
| Zélia Zamyr      | Maria da Gorda                   |
| Lutero Luiz      | Filho de Joãozinho               |
| Virgínia Moreira | velha prostituta                 |

## Prêmios e menções
Prêmio Air France de Cinema - RJ
● Melhor Filme Brasileiro 
● Melhor Ator....  Jofre Soares
● Melhor Atriz....  Ítala Nandi
Prêmio Governador do Estado
● Melhor Direção
Festival de Brasília
● Melhor Direção
● Melhor Atriz....   Elza Gomes 
● Melhor Montagem
Prêmio APCA - SP
● Melhor Ator....    Carlos Gregório
Prêmio Coruja de Ouro do INC - Instituto Nacional de Cinema 
● Melhor Ator....  Jofre Soares
● Melhor Roteiro
● Melhor Atriz Coadjuvante.... Carmem Silva
Prêmio Adicional de Qualidade do INC - Instituto Nacional de Cinema..
Festival de Barcelona - Espanha

● Menção Honrosa